# لويس كوردا
لويس كوردا هو رسام ومصور كوبي، ولد في 17 يناير 1912 في مانزانيلو في كوبا، وتوفي في 19 ديسمبر 1985 في هافانا في كوبا.